# Ayahualulco (Guerrero)
Ayahualulco es una localidad del estado mexicano de Guerrero. Es parte del municipio de Chilapa de Álvarez.

## Toponimia
El nombre «Ayahualulco» proviene de los términos en náhuatl: atl, agua; yahualolo, cercado; co, locativo. Su significado es «rodeado de agua».

## Demografía
| Gráfica de evolución demográfica |
|                                  |

| Censo | Población |
| ----- | --------- |
| 1900  | 847       |
| 1910  | 1 192     |
| 1921  | 892       |
| 1930  | 1 088     |
| 1940  | 1 247     |
| 1950  | 1 356     |
| 1960  | 1 740     |
| 1970  | 1 928     |
| 1980  | 2 275     |
| 1990  | 2 426     |
| 2000  | 2 377     |
| 2010  | 3 994     |
| 2020  | 3 855     |